# Зайцев, Павел Михайлович
Павел Михайлович Зайцев (май 1923, деревня Бурачовка, Брянская губерния — 30 января 1945, город Бреслау, Германия) — участник Великой Отечественной войны, командир стрелкового отделения 359-го стрелкового полка 50-й стрелковой дивизии 73-го стрелкового корпуса 52-й армии 1-го Украинского фронта, старший сержант. Закрыл своим телом амбразуру пулемёта.

## Биография
Родился в 1923 году в деревне Бурачовка на Брянщине в крестьянской семье. Получив начальное образование, работал в колхозе.
Призван в РККА по разным данным в 1941 году, 1942 году, 1944 году. Во всяком случае, с ноября 1944 года участвовал в боях на 1-м Украинском фронте.
На 30 января 1945 года являлся командиром стрелкового отделения в 50-й стрелковой дивизии. Дивизия в ходе Сандомирско-Силезской операции вышла к Одеру в район Бреслау и в ночь на 30 января 1945 года форсировала реку.
Батальон, в составе которого числился П. М. Зайцев, в числе первых форсировал реку и приступил к боям за расширение плацдарма. Продвижению подразделения мешал огонь из бетонированного трёхамбразурного дота. Отделение старшего сержанта Зайцева приступило к ликвидации огневой точки. П. М. Зайцев, будучи раненым, подобрался к доту, метнул в него две противотанковые гранаты. Огонь пулемёта прекратился, и старший сержант Зайцев поднялся, чтобы подойти ближе и закончить уничтожение огневой точки. В этот момент пулемёт заработал вновь и командир отделения закрыл его своим телом.

## Память
Был похоронен в 380 метрах западнее деревни Коттесц севернее Бреслау. В 1945 году по решению командования 52-й армии прах героя был перенесен на мемориальное кладбище советских воинов в Бунцлау, на могиле воздвигнут обелиск.
Указом Президиума Верховного Совета СССР от 26 февраля 1945 года за мужество и героизм, проявленные при освобождении Польши, Зайцеву Павлу Михайловичу присвоено звание Героя Советского Союза (посмертно).
Именем П. М. Зайцева названа улица в родной деревне и средняя школа в Выгоничах. У здания школы в 1980 году установлен бронзовый бюст героя. Автомат и личные вещи старшего сержанта Зайцева были переданы в музей имени М. И. Кутузова в Болеславце, где один из стендов был посвящён подвигу П. М. Зайцева. При выводе советских войск из Польши в 1991 году экспонаты музея были вывезены в Военно-исторический музей артиллерии, инженерных войск и войск связи в Санкт-Петербурге.